# پلک لک
پلک لک، روستایی است از توابع بخش چوار شهرستان ایلام در استان ایلام ایران.

## جمعیت
این روستا در دهستان ارکوازی قرار داشته و براساس سرشماری سال ۱۳۸۵جمعیت آن ۱۶۵
نفر (۳۴خانوار) بوده است.